# Rathaus (Neida)

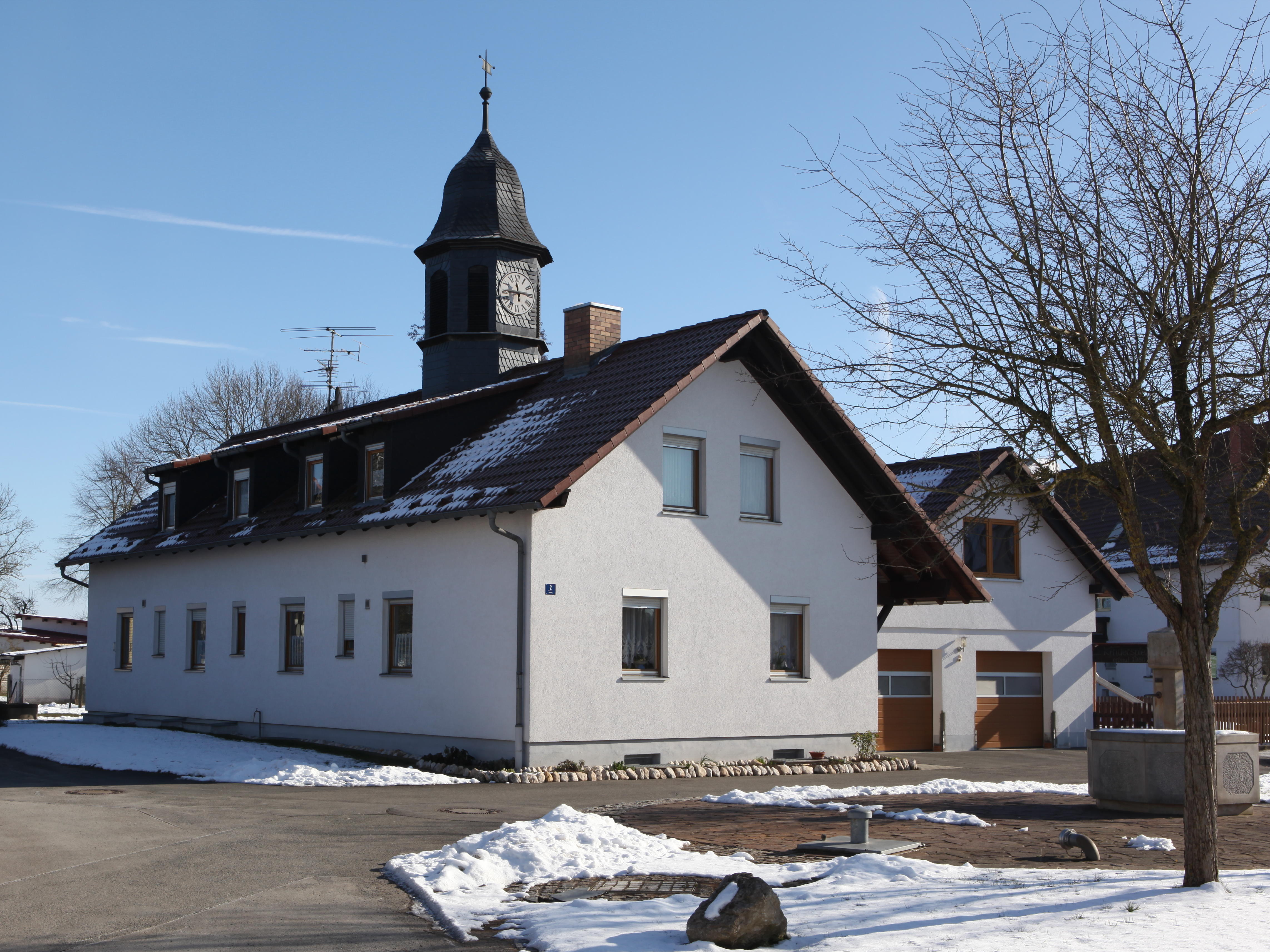
Ehemaliges Rathaus in Neida

Das Rathaus in Neida, einem Ortsteil der Gemeinde Meeder im oberfränkischen Landkreis Coburg in Bayern, wurde im 18./19. Jahrhundert errichtet. Das ehemalige Rathaus am Turmweg 2 ist ein geschütztes Baudenkmal. 
Der eingeschossige schlichte Satteldachbau hat einen verschieferten Dachreiter mit Glocke und Uhr, der von einer Haube mit Dachknauf bekrönt wird. 